# جمشید هاشم‌پور
جمشید هاشم‌پور با نام هنری جمشید آریا (زادهٔ ۳ فروردین ۱۳۲۳) بازیگر اهل ایران است. وی در ۲۴ سالگی با فیلم جهنم سفید (۱۳۴۷) ساختهٔ ساموئل خاچیکیان پا به عرصهٔ بازیگری گذاشت و تاکنون در بیش از ۱۰۰ فیلم و ۳ مجموعهٔ نمایش خانگی ایفای نقش کرده‌ است. از او به عنوان سوپر استار و نیز قهرمان فیلمهای اکشن از اوایل دهه شصت تا اواخر دهه هفتاد یاد می شود. از وی همچنین در اختتامیهٔ شانزدهمین جشنواره بین‌المللی فیلم مقاومت، برای یک عمر فعالیت هنری تجلیل شد.
هاشم‌پور در آغاز به دلیل چهره و استایل بدنی مناسب، توسط یکی از دوستانش برای فیلم جهنم سفید به کارگردان مشهور سینمای ایران، ساموئل خاچیکیان معرفی شد و پس از آن با حضور در فیلم‌های تاراج (۱۳۶۳) به کارگردانی ایرج قادری، افعی (۱۳۷۱) به کارگردانی محمدرضا اعلامی، نیش به کارگردانی همایون اسعدیان به شهرت رسید. او عموماً با نقش «زینال بندری» در فیلم تاراج شناخته می‌شود.

## زندگی شخصی
جمشید هاشم‌پور ۳ خردادِ ۱۳۲۳ در تهران متولد شد.تحصیلات خود را تا دیپلم ریاضی ادامه داد. او با مهرانگیز متین ازدواج کرد که ثمرهٔ این ازدواج دو فرزند دختر می‌باشد. هاشم‌پور در سال ۱۳۴۷ به دلیل چهره و استایل بدنی مناسب، توسط یکی از دوستانش به کارگردان مشهور سینمای ایران، ساموئل خاچیکیان معرفی شد و برای اولین بار در سن ۲۴ سالگی با فیلم سینمایی جهنم سفید پا به عرصهٔ بازیگری گذاشت. 
او از معدود بازیگران ایرانی است که به دلیل آمادگی بدنی بسیار بالا، تمامی سکانس‌های فیلم‌های اکشن را خودش و بدون حضور بدلکار، بازی کرده‌است. او در ورزش‌های کاراته، کونگ‌فو و بوکس مهارت بسیار بالایی دارد. همچنین او پیش از انقلاب در ۲ فیلم به عنوان بدلکار هم ایفای نقش کرده‌ است.
فیلم سینمایی عقاب‌ها (۱۳۶۳) که نقش اصلی این فیلم را (سروان تکاور پویا) جمشید هاشم‌پور بازی می‌کرد تا مدت‌ها پرفروش‌ترین فیلم تاریخ سینمای ایران بود.

## زندگی هنری

### پیش از انقلاب
جمشید هاشم‌پور، ملقب به «جمشید آریا» در سال ۱۳۲۳ در تهران، خیابان سلسبیل و از پدر اردبیلی و مادری میانه ای به دنیا آمد و تحصیلات خود را تا دیپلم ریاضی ادامه داد. او در جوانی در محله دوهزار زیر نظر احمد رودباری ورزش‌های رزمی چون کونگ‌فو توآ و‌ تکواندو را فرا گرفت. وی همچنین کاراته سبک شوتوکان را از استاد کوروش کوردانی فرا گرفت. او به دلیل چهره و استایل مناسبی که داشت، توسط یکی از دوستانش به کارگرانِ معروف سینمای ایران ساموئل خاچیکیان معرفی شد و در سال ۱۳۴۷ در فیلمِ جهنم سفید، بازی کرد. سپس در فیلم جنجال پول ساختهٔ پرویز خطیبی، ایوالله به کارگردانی منوچهر نوذری، قسمت به کارگردانی امیر شروان، عشقی‌ها به کارگردانی جمشید شیبانی بازی کرد. آخرین فیلم او در قبل از انقلاب ۱۳۵۷ ایران، خوشگلترین زن عالم به کارگردانی قدرت‌الله احسانی بود. پس از آن برای مدتی سینما را رها کرد.

### پس از انقلاب
جمشید هاشم‌پور، در سال ۱۳۶۰ به دعوت مسعود کیمیایی برای بازی در فیلم خط قرمز دوباره به سینما بازگشت. در ابتدا هاشم‌پور به مسعود کیمیایی می‌گوید که چند سالی است از سینما به علت ممنوع‌الکاری دور بوده و کار نکرده‌است. کیمیایی هم در جواب می‌گوید که قبلاً از او چند فیلم دیده و دوست دارد که در فیلمش نقش یک مأمور امنیتی را بازی کند (که البته در همان سال این فیلم به دلیل نداشتن حجاب به مدت ۳۷ سال توقیف بود). هاشم‌پور نیز می‌پذیرد و نقش را بازی می‌کند. بلافاصله پس از این اثر، در فیلم فرمان ساخته کوپال مشکات به همراه سعید راد بازی می‌کند. بازی او در نقش «زینال بندری» در فیلم تاراج ساختهٔ ایرج قادری بود که وی را با سرِ تراشیده میان مردم مطرح کرد؛ تا جایی که تیپ قهرمان سرتراشیده تا سال‌ها مخاطبان بسیاری را روانهٔ سینماها می‌کرد. او ستاره سینمای ایران در دهه هفتاد بود.
در سال ۱۳۶۴ بعد از بازی در فیلم تیغ و ابریشم که سانسورها و حاشیه‌های زیادی داشت به‌دلیل تراشیدن موهای سر خود به مدت ۳ سال ممنوع‌الکار شد! هاشم‌پور به دلیل چند سال ممنوع‌الکار بودنش در دهه ۱۳۶۰، پس از بازگشت به سینما از تراشیدن موهای سرش واهمه داشت تا مبادا بار دیگر فعالیت او در بازیگری ممنوع شود. هاشم‌پور، دربارهٔ این اتفاق گفته:
«خودم هم درست متوجه نشدم چرا از سینما دور شدم. بعد از این فیلم‌ها به واسطهٔ خلق و خوی خجالتی‌ام از سینما دور شدم. آن زمان من رفتم و کارمند سازمان دفاع غیرنظامی که مسائل مربوط به ایمنی کارخانه‌ها را برعهده داشت شدم و از سینما فاصله گرفتم. روحیه‌ام با شرایط سینمای آن موقع منافات داشت. زیاد حس خوبی نداشتم. نمی‌دانم، شاید هم اشتباه کردم. به هر حال ناخودآگاه از ادامه فعالیتم پرهیز شد».
البته محسن مخملباف در مصاحبه‌ای گفته بود: «هاشم‌پور زیادی داشت پرواز می‌کرد، لازم بود بال‌هایش را بچینیم!»
در آن سال‌ها پیشنهادی برای بازی در سینما هم به او نشده و تقریباً فراموش می‌شود. خود او هم زیاد راغب نبوده در آن جنس سینما و در آن قالب فعالیت کند؛ اما محمدحسین فرحبخش تهیه‌کننده و مالک پویا فیلم، در سال ۷۰ قراردادی برای فیلم قافله با او امضاء و مجابش کرد که با تراشیدن موهایش مشکلی پیش نمی‌آید.
جمشید هاشم‌پور، از معدود هنرپیشگان سینمای ایران است که فعالیت تئاتری نداشت و بنا به گفته خودش در یکی از مصاحبه‌هایش، سینما را از سینما شروع کرده‌ است و تنها فعالیت تئاتری وی صحنه‌هایی از فیلم تماس_شیطانی بود که صحنه‌های تئاتر را با راهنمایی مجید مظفری اجرا کرد. او در دههٔ ۱۳۶۰ و اوایل دهه ۱۳۷۰ در کنار بازی در فیلم‌های اکشن و حادثه‌ای، بازی در نقش‌های دیگر را نیز امتحان کرده‌ است. بازی در فیلم‌هایی نظیر: روز باشکوه (کیانوش عیاری، ۱۳۶۷) - مادر (علی حاتمی، ۱۳۶۸) - پردهٔ آخر (واروژ کریم‌مسیحی، ۱۳۶۹) - عشق و مرگ (محمدرضا اعلامی، ۱۳۶۹) و دلشدگان (علی حاتمی، ۱۳۷۱). هاشم‌پور پس از دریافت دیپلم افتخار از هفدهمین دوره جشنواره فیلم فجر (۱۳۷۷) برای بازی در فیلم هیوا (رسول ملاقلی‌پور) گزیده‌کار شد.
او بنا به دلایل شخصی، در هیچ فیلمی در تلویزیون بازی نکرد. او کاندیدای اول ایفای نقش مختار ثقفی در سریال مختارنامه بود، که به دلیل حجم بالای کار و طولانی شدن رَوَند تولید از بازی در این سریال انصراف داد. داود میرباقری کارگردان سریال مختارنامه نیز گفته بود: «با توجه به همکاری موفقی که در فیلم مسافر ری با هاشم‌پور داشتم،کاراکترِ مختار را برای او نوشته بودم.اما وقتی هاشم‌پور به این پیشنهاد جواب رد داد شوکه شدم؛ به ناچار سراغ گزینه‌های دیگر رفتیم.»
ندادن سیمرغ به او در فیلم قارچ سمی اعتراض جامعه سینمایی را درپی‌داشت.
جمشید هاشم‌پور در سال ۱۳۸۲ دو فیلم بر پرده سینماها داشت، واکنش پنجم و سفر به فردا. او در سال ۱۳۸۶ پس از بازی در فیلم استشهادی برای خدا، نامزد دریافت سیمرغ بلورین از جشنوارهٔ فیلم فجر شد. جمشید هاشم‌پور پس از ۱۰ سال در جشنواره فیلم فجر ۳۶ ام حضور پیدا کرد. وی در سال ۱۳۸۵ در فیلم سینمایی میم مثل مادر نقش‌آفرینی کرد.

## فیلم‌شناسی

### سینما
| سال  | عنوان                     | توضیحات                |
| ---- | ------------------------- | ---------------------- |
| ۱۳۴۶ | زنی به نام شراب           | به عنوان بدلکار        |
| ۱۳۴۶ | فراری                     | به عنوان بدلکار        |
| ۱۳۴۷ | جهنم سفید                 |                        |
| ۱۳۴۷ | جنجال پول                 |                        |
| ۱۳۴۹ | قسمت                      |                        |
| ۱۳۵۰ | مرد جنگل                  |                        |
| ۱۳۵۰ | عشقی‌ها                    |                        |
| ۱۳۵۰ | خوشگلترین زن عالم         |                        |
| ۱۳۵۰ | ایوالله                   |                        |
| ۱۳۶۰ | فرمان                     |                        |
| ۱۳۶۰ | خط قرمز                   | دوست امانی             |
| ۱۳۶۲ | نقطه ضعف                  | مربی                   |
| ۱۳۶۲ | دادشاه                    | سروان قادری            |
| ۱۳۶۲ | بالاش                     | بالاش                  |
| ۱۳۶۲ | بازداشتگاه                |                        |
| ۱۳۶۳ | عقاب‌ها                    | سروان تکاور جمشید پویا |
| ۱۳۶۳ | تاراج                     | زینال بندری            |
| ۱۳۶۳ | پایگاه جهنمی              | ستوان عیسی حسینی بای   |
| ۱۳۶۴ | یوزپلنگ                   | جمال                   |
| ۱۳۶۴ | تیغ و ابریشم              | قاچاقچی                |
| ۱۳۶۷ | روز باشکوه                | نماینده‌ی دربار         |
| ۱۳۶۸ | مادر                      | جمال                   |
| ۱۳۶۹ | عشق و مرگ                 | دکتر متینی             |
| ۱۳۶۹ | پرده آخر                  | بازرس رکنی             |
| ۱۳۷۰ | گل‌ها و گلوله‌ها            | کاک‌سعید                |
| ۱۳۷۰ | قهرمان (آخرین تلاش)       | حاج محسن               |
| ۱۳۷۰ | قرق                       | ماشاءالله              |
| ۱۳۷۰ | دلشدگان                   | سفیر فرانسه            |
| ۱۳۷۰ | دادستان                   | تروریست آمریکایی       |
| ۱۳۷۱ | قافله                     | سروان پیر بلوچ         |
| ۱۳۷۱ | طعمه                      |                        |
| ۱۳۷۱ | تماس شیطانی               | وصالی                  |
| ۱۳۷۱ | افعی                      | شاهین اسدی             |
| ۱۳۷۲ | یاران                     | بهرام گودرزی           |
| ۱۳۷۲ | ضربه طوفان                | اکبر طوفان             |
| ۱۳۷۲ | پادزهر                    | سرگرد هاشمی            |
| ۱۳۷۲ | آخرین خون                 | قادر                   |
| ۱۳۷۳ | نیش                       | کمال زابلی             |
| ۱۳۷۳ | مجازات                    | جعفر چپ گارد           |
| ۱۳۷۳ | سربلند                    | قدرت                   |
| ۱۳۷۳ | روز دیدنی                 | قدم                    |
| ۱۳۷۲ | پرواز از اردوگاه          | سرگُرد خلبان عباس حِلمی  |
| ۱۳۷۳ | دیوانه وار                | فردوس                  |
| ۱۳۷۳ | آخرین بندر                | هاشم دربندی            |
| ۱۳۷۴ | ویرانگر                   | احمد                   |
| ۱۳۷۴ | گروگان                    | مَسی سِپَنج               |
| ۱۳۷۴ | آخرین فرصت                |                        |
| ۱۳۷۴ | فاتح                      | سرگُرد سرفراز           |
| ۱۳۷۴ | دشمن                      | سلطان                  |
| ۱۳۷۵ | لاک‌پشت                    | سیاوش                  |
| ۱۳۷۵ | عقرب                      | ذوالفقار حسینی         |
| ۱۳۷۵ | جوانمرد                   | توفیق                  |
| ۱۳۷۶ | یورش                      | شهید محمود کاوه        |
| ۱۳۷۶ | یاغی                      | دادمحمد                |
| ۱۳۷۶ | شبیخون                    | سرگُرد کیانی            |
| ۱۳۷۷ | هیوا                      | حاج رحیم               |
| ۱۳۷۷ | چشم عقاب                  | کمال زابلی             |
| ۱۳۷۶ | زخمی                      | یعقوب                  |
| ۱۳۷۷ | باشگاه سری                | مرتضیٰ                  |
| ۱۳۷۸ | سهراب                     | صادق                   |
| ۱۳۷۸ | رنجر                      | مرتضی                  |
| ۱۳۷۹ | مسافر ری                  | ابوعون                 |
| ۱۳۷۹ | آواز قو                   | سرگرد فتّاح             |
| ۱۳۸۰ | قارچ سمی                  | مهندس دومان قائمی      |
| ۱۳۸۰ | سفر به فردا               | رحیم                   |
| ۱۳۸۱ | واکنش پنجم                | حاج صفدر               |
| ۱۳۸۲ | مزرعه پدری                | مـمـّد ساکت             |
| ۱۳۸۲ | جنایت                     | سرهنگ ابراهیمی         |
| ۱۳۸۳ | رازها                     |                        |
| ۱۳۸۳ | یک بوس کوچولو             | کمال                   |
| ۱۳۸۴ | قتل آنلاین                | سرهنگ سالاری           |
| ۱۳۸۴ | از دوردست                 | شـِیخ                   |
| ۱۳۸۵ | قاعده بازی                | اقدس                   |
| ۱۳۸۵ | سنگ، کاغذ، قیچی           | سرهنگ ایزدی            |
| ۱۳۸۵ | میم مثل مادر              | روبیک                  |
| ۱۳۸۵ | چهار انگشتی               | دکتر                   |
| ۱۳۸۶ | محافظ                     | بشاران                 |
| ۱۳۸۶ | آن مرد آمد                |                        |
| ۱۳۸۶ | استشهادی برای خدا         | فتحی                   |
| ۱۳۸۷ | نفوذی                     | یوسف                   |
| ۱۳۸۷ | کلبه                      | حاج مهدی               |
| ۱۳۸۷ | تردید                     |                        |
| ۱۳۸۷ | خیابان بیست و چهارم       |                        |
| ۱۳۸۷ | فرود در غربت              |                        |
| ۱۳۸۷ | چهره به چهره              |                        |
| ۱۳۸۸ | کیفر                      | اسمال چارلی            |
| ۱۳۸۸ | ازدواج در وقت اضافه       | جعفر جِیمز باند         |
| ۱۳۸۹ | پایان‌نامه                 | رئیس کل امنیت          |
| ۱۳۸۹ | گلوگاه شیطان              | زائرعلی                |
| ۱۳۸۹ | زنها شگفت انگیزند         |                        |
| ۱۳۹۰ | گشت ارشاد                 | فرات                   |
| ۱۳۹۱ | گام‌های شیدایی             |                        |
| ۱۳۹۲ | هیس! دخترها فریاد نمی‌زنند |                        |
| ۱۳۹۲ | کلاشینکف                  |                        |
| ۱۳۹۲ | روزگاری عشق و خیانت       |                        |
| ۱۳۹۳ | هاری                      |                        |
| ۱۳۹۳ | من دیه گو مارادونا هستم   |                        |
| ۱۳۹۴ | نفس                       | ببری خان               |
| ۱۳۹۵ | انزوا                     |                        |
| ۱۳۹۵ | ملی و راه‌های نرفته‌اش      |                        |
| ۱۳۹۶ | دارکوب                    |                        |
| ۱۳۹۶ | هایلایت                   |                        |
| ۱۳۹۶ | درخونگاه                  |                        |
| ۱۳۹۷ | شین                       |                        |
| ۱۳۹۷ | مأموریت غیرممکن           |                        |
| ۱۳۹۷ | ژن خوک                    |                        |
| ۱۳۹۷ | سرکوب                     |                        |
| ۱۳۹۸ | مرده خور                  |                        |
| ۱۳۹۹ | گیج گاه                   |                        |
| ۱۳۹۹ | راند چهارم                |                        |
| ۱۳۹۹ | شیشلیک                    |                        |
| ۱۳۹۹ | برای مرجان                |                        |
| ۱۳۹۹ | لب خط                     |                        |
| ۱۳۹۹ | روز ششم                   |                        |
| ۱۴۰۲ | پرواز ۱۷۵                 |                        |

### نمایش خانگی
| سال  | نام سریال | کارگردان     | نقش            |
| ---- | --------- | ------------ | -------------- |
| ۱۳۹۴ | شهرزاد    | حسن فتحی     | سرگرد فولادشکن |
| ۱۳۹۹ | آقازاده   | بهرنگ توفیقی | حاج حسن احمدی  |
| ۱۴۰۰ | نیسان آبی | منوچهر هادی  | جمشید هاشم‌پور  |

## جوایز
| سال  | جایزه                                   | فیلم                     | مراسم                                        | نتیجه    | منبع  |
| ---- | --------------------------------------- | ------------------------ | -------------------------------------------- | -------- | ----- |
| ۱۳۶۹ | سیمرغ بلورین بهترین بازیگر نقش اول مرد  | عشق و مرگ                | نهمین دوره جشنواره بین‌المللی فیلم فجر        | نامزدشده |       |
| ۱۳۷۳ | سیمرغ بلورین بهترین بازیگر نقش اول مرد  | آخرین بندر               | سیزدهمین دوره جشنواره بین‌المللی فیلم فجر     | نامزدشده |       |
| ۱۳۷۷ | دیپلم افتخار بهترین بازیگر نقش اول مرد  | هیوا                     | هفدهمین دوره جشنواره بین‌المللی فیلم فجر      | پیروز    | [ ۶ ] |
| ۱۳۷۸ | تندیس زرین بهترین بازیگر نقش مکمل مرد   | هیوا                     | جشن سینمای ایران                             | نامزدشده |       |
| ۱۳۸۰ | تندیس زرین بهترین بازیگر نقش مکمل مرد   | مسافر ری                 | جشن سینمای ایران                             | نامزدشده |       |
| ۱۳۸۱ | تندیس نخل زرین و لوح تقدیر              | سفر به فردا و واکنش پنجم | جشنواره فیلم اجتماعی آبادان                  | پیروز    |       |
| ۱۳۸۱ | سیمرغ بلورین بهترین بازیگر نقش اول مرد  | واکنش پنجم               | بیست و یکمین دوره جشنواره بین‌المللی فیلم فجر | نامزدشده | [ ۷ ] |
| ۱۳۸۱ | تندیس زرین بهترین بازیگر نقش اول مرد    | سفر به فردا              | جشن سینمای ایران                             | نامزدشده |       |
| ۱۳۸۲ | تندیس زرین بهترین بازیگر نقش اول مرد    | واکنش پنجم               | جشن سینمای ایران                             | نامزدشده |       |
| ۱۳۸۵ | تندیس زرین بهترین بازیگر نقش مکمل مرد   | میم مثل مادر             | جشن سینمای ایران                             | نامزدشده |       |
| ۱۳۸۶ | سیمرغ بلورین بهترین بازیگر نقش اول مرد  | استشهادی برای خدا        | بیست و ششمین دوره جشنواره بین‌المللی فیلم فجر | نامزدشده |       |
| ۱۳۹۵ | تندیس حافظ یک عمر فعالیت هنری           | —                        | شانزدهمین جشن دنیای تصویر                    | پیروز    | [ ۸ ] |
| ۱۳۹۶ | سیمرغ بلورین بهترین بازیگر نقش مکمل مرد | دارکوب                   | سی و ششمین دوره جشنواره بین‌المللی فیلم فجر   | پیروز    | [ ۹ ] |

## تجلیل
- در شب فرهنگی اردبیل (شهریور ۱۳۹۷) در جشنواره ملی چارسوق در برج میلاد از جمشید هاشم پور به عنوان هنرمند اردبیلی تقدیر به عمل آمد.[۱۰]
- تجلیل از یک عمر فعالیت هنری جمشید هاشم پور در افتتاحیه نمایش این این یک اعتراف است به کارگردانی شادی اسدپور در سال ۱۳۹۸ در عمارت نوفل لوشاتو[۱۱][۱۲][۱۳]
- تجلیل از یک عمر فعالیت هنری جمشید هاشم پور در اختتامیه شانزدهمین جشنواره بین‌المللی فیلم مقاومت[۱۴]
- در مراسمی در دوم شهریور ماه ۱۳۹۳ از جمشید هاشم پور بازیگر مطرح سینمای اکشن و پلیسی ایران در پردیس سینمایی ملت با حضور اهالی سینمای ایران تجلیل شد.[۱۵][۱۶]
- اعطای گواهینامه درجه یک هنری از سوی شورای ارزشیابی هنرمندان، نویسندگان و شاعران کشور[۱۷][۱۸]
- ۲۱ اسفند در مراسم پایانی دوره دوازدهم جشنواره فیلم‌های ورزشی ایران از حشمت مهاجرانی سرمربی اسبق تیم ملی فوتبال ایران، مسعود اسکویی گوینده رادیو و جمشید هاشم پور ستاره سینما تجلیل شد.[۱۹]
- در شهریور ۱۴۰۰ مراسمی برای گرامی داشت هنرمندانی که در زمینه ایثار و دفاع مقدس سابقه فعالیت هنری داشتند برگزار شد. در این مراسم از جمشید هاشم پور در کنار هنرمندانی نظیر عزت‌الله مهرآوران، علیرضا افتخاری، حسین نوری و رضا برجی تجلیل به عمل آمد.[۲۰]